# Eilhardia
Eilhardia is een geslacht van sponsdieren uit de klasse van de Calcarea (kalksponzen).

## Soort
- Eilhardia schulzei Poléjaeff, 1883